# تپه تیغستون ۴
تپه تیغستون ۴ مربوط به عصر آهن - دوره اشکانیان است و در شهرستان ازنا، بخش جاپلق، دهستان جاپلق شرقی، ۱/۶ کیلومتری شمال شرقی روستای مرزیان واقع شده و این اثر در تاریخ ۲۲ آبان ۱۳۸۶ با شمارهٔ ثبت ۲۰۰۶۴ به‌عنوان یکی از آثار ملی ایران به ثبت رسیده است.